# Гібриди котових
Гібриди котових — це будь-який із гібридів між різними видами родини котових Felidae.

## Пантерові гібриди
Є різноманітні приклади гібридів між видами роду Panthera (леви, тигри, ягуари, снігові барси, леопарди). Натомість немає відомих гібридів між Neofelis та іншими родами.
Більшість гібридів не збереглися б у дикій природі, оскільки території батьківських видів не перетинаються, а самці зазвичай безплідні. Дослідження мітохондріального геному показало, що дикі гібриди також були присутні в давнину. Мітохондріальні геноми снігового барса та лева були більш схожі одне на одного, ніж геноми інших видів Panthera, що вказує на те, що в певний момент їхньої історії жіноче потомство предків чоловічої статі сучасних снігових барсів і предків жіночої статі сучасних левів схрещувалося з самцями предків сучасних снігових барсів.

### Гібриди ягуара і леопарда
Ягупард, ягулеп або яглеоп є гібридом самця ягуара та самки леопарда. У зоопарку в Чикаго, Сполучені Штати, вивели самку ягупарда з розеткою. Гібриди ягуара та леопарда, виведені в зоопарку Хеллбрун, Зальцбург, були описані як ягупарди, що відповідає звичайним правилам іменування.
Легуар або лепджаг — це гібрид самця леопарда і самки ягуара. Численні лепджаги були розведені як тварини-актори, оскільки вони більш поступливі, ніж ягуари.
Самиці ягулепів або лепджагів є плідними, і коли одну спаровують із левом-самцем, потомство називають ліягулепами. Один із таких складних гібридів був виставлений на початку 1900-х років як «конголезький плямистий лев», що натякало на якогось екзотичного африканського звіра, а не на штучного гібрида.

### Гібриди ягуара і лева
Ягліон або ягуон — це потомство між самцем ягуара та самицею лева (левиці). Встановлений екземпляр виставлений у зоологічному музеї Волтера Ротшильда, Хартфордшир, Англія. Він має фоновий колір лева, коричневі розетки, схожі на ягуара, і потужну статуру ягуара.
Лігуар є нащадком самця лева та самки ягуара.

### Гібриди ягуара й тигра
Тігуар є нащадком самця тигра й самиці ягуара. Повідомляється, що в зоопарку Альтіплано в місті Сан-Пабло Апетатітлан (поблизу міста Тлакскала, Мексика) в результаті схрещування самця сибірського тигра та самиці ягуара з південних Лакандонських джунглів народився самець тигуара на ім'я Міккі.
Немає жодних повідомлень про народження гібрида від самця ягуара та самиці тигра.

### Гібриди леопарда і лева
Леопон — результат розведення леопарда і левиці. Зустрічаються тільки в неволі.
Перший задокументований леопон був виведений у Колхапурі, Індія, у 1910 році. Його шкуру надіслав Реджинальду Іннесу Пококу Уолтер Семюель Міллард, секретар Бомбейського товариства природознавства. Це було щось середнє між великим леопардом і левицею. Народилося двоє дитинчат, одне з яких померло у віці 2,5 місяця, а друге було ще живе, коли Покок описав його в 1912 році. Покок писав, що воно було плямисте, як у леопарда, але плями на його боках менші й розташовані ближче, ніж у індійського леопарда й коричневі та нечіткі, як зблідлі плями молодого лева. Плями на голові, хребті, животі та ногах чорні й чіткі. Хвіст плямистий на верхній частині та смугастий знизу й мав чорнуватий кінчик з довшими волосками. Нижня сторона — брудно-біла, вуха мали палевий колір і широку чорну смугу, але не мали білої плями, як у леопардів.

### Гібриди леопарда і тигра
Назва догла — це корінна індійська назва, яка використовується для нібито природного гібридного потомства самця леопарда та самки тигра (тигриці). Індійський фольклор стверджує, що великі самці леопардів іноді спаровуються з тигрицями, а в Індії існують анекдотичні свідчення про потомство, яке є результатом спарювання леопарда з тигрицею. Про ймовірну доглу повідомлялося на початку 1900-х років.
Гібриди тигра і леопарда нібито з'являлися неодноразово. Існує ще кілька документів про цей гібрид, але більшість із них — це лише дивні на вигляд шкури, які також можна віднести до генетичних мутацій. Більшість із цих повідомлень, ймовірно, є обманом або неправильним тлумаченням, що ускладнює вченим дізнатися про гібриди тигра та леопарда, але принаймні частина тверджень правдива або частково правдива, як-от заява Фредеріка Кодрінгтона Хікса.
Тигард — це гібридне потомство тигра і леопарда. Єдині відомі спроби спаровувати двох породили мертвонароджених.

### Гібриди лева і тигра
Гібриди, отримані в результаті схрещування левів і тигрів, відомі як тигони й лигри. Друге покоління гібридів лігра або тигона відоме як лілігер, тилігер, літігон і тітигон. Тигон (Panthera tigris × leo), також відомий як тиглон є нащадком самця тигра (Panthera tigris) і самиці лева (Panthera leo). Лігр відрізняється від тигона як гібрид самиці тигра та самця лева (Panthera leo × tigris). Лігр більший за своїх батьків, оскільки лев має ген, що максимізує ріст, а тигриця, на відміну від левиці, не має гена, що гальмує ріст. Загалом більшість лігрів виростають понад 3,3 м у довжину і важать понад 400 кг. Згідно з Книгою рекордів Гіннесса (до 2013 року), найбільшим котячим був дорослий самець лигра Геркулес із Міртл-Біч Сафарі, заповідника дикої природи в Південній Кароліні, США. Його зріст становив 3,33 м, висота в плечі — 1,25 м, вага — 418,2 кг. Тигон не такий поширений, як лігр. Тигон зрештою менший за будь-якого з батьків, тому що самці тигрів і левиць мають інгібітор росту.
Лигр на ім'я Самсон помер у віці тринадцяти років у 2006 році. Шаста, самка лигра, народилася в зоопарку Хогл в Солт-Лейк-Сіті в 1948 році і померла в 1972 році. Вона прожила 24 роки. Багато хто стверджує, що лігри недовговічні, але, згідно з опитуванням, такий висновок все ще непевний. Самець тигона, який належав Аткінсу, народився 19 липня 1833 року, прожив 10 років.
До 2017 року вважалося, що існувало приблизно понад 100 лігрів; однак досі є лише кілька тигонів, оскільки їх важче розводити. Крім того, лігри більше приваблюють туристів, тому в зоопарках воліють розводити лігрів, а не тигонів. Деякі зоопарки стверджують, що вони розводять лігрів або тигонів для збереження, але опоненти вважають, що безглуздо зберігати вид, який не існує в дикій природі.

## Гібриди непантер
Багато родів Felinae (у вузькому розумінню) взаємозапліднюються один з одним, хоча деякі з них схрещуються в природних умовах, і не всі комбінації, ймовірно, будуть життєздатними (наприклад, між крихітним іржаво-плямистим котом і величезною пумою).

### Гібриди каракала × сервала
Каравал є схрещуванням самця каракала (Caracal caracal) і самиці сервала (Leptailurus serval), тоді як нащадки самця сервала і самиці каракала називаються сервікалами. Перших сервікалів вивели випадково, коли дві тварини розмістили разом у зоопарку Лос-Анджелеса. Потомство було коричневе з блідими плямами. Якщо самицю сервікала схрестити з самцем каракала, в результаті виходить кар-сервікал; якщо її схрестити з самцем сервала, результатом буде сер-сервал.

### Lynx rufus×Lynx
Lynx rufus × Lynx є гібридом рисі рудої (Lynx rufus) та іншого виду роду Lynx. Поява потомства залежить від того, який вид рисі використовується, оскільки євразійська рись (Lynx lynx) більш плямиста, ніж канадська рись (Lynx canadensis). Ці гібриди виведені в неволі, а також зустрічаються в природі там, де канадська й руда рисі не можуть знайти представника свого виду для спарювання. Повідомлялося про принаймні сім таких гібридів у Сполучених Штатах поза межами неволі. У серпні 2003 року два диких гібриди між дикими канадськими рисями та рисями були підтверджені аналізом ДНК у регіоні Музхед, штат Мен. На північному сході Міннесоти виявлено три гібриди. Гібриди дуже нагадували рисей рудих з більшим тілом і меншими ногами, але мали риси, схожі на рись канадську: довгі пучки вух і майже повністю чорні хвости.

### Європейська дика кішка × кіт джунглів
Єврохаус — це викликаний людиною гібрид між європейською дикою кішкою (Felis silvestris) і котом джунглів (Felis chaus).

### Марги × оцелот
Марлот є гібридом між самцем марги (Leopardus wiedii) й самицею оцелота (L. pardalis). У травні 1977 року Лонг-Айлендський клуб оцелотів (LIOC) оголосив про народження марлота, виведеного Барбарою Брокс за допомогою батьків, вирощених у неволі. Немає опису марлоту, але обидва батьківські види мають розеткові або мармурові візерунки на піщаному тлі.

### Гібриди пуми
У 19-му і 20-му століттях різні гібриди пуми з різними великими котами були спроби в неволі і, як повідомляється, успішні, в тому числі пума × леопард (так званий пумапард) і пума × ягуар.
Крім того, принаймні один випадок гібридизації між пумою та оцелотом стався в неволі (назва такого гібриду — оцема).

### Підтверджені гібриди домашнього кота × диких котів
Кіт свійський (Felis lybica catus) у природі може схрещуватися зі своїми найближчими родичами: Felis silvestris, Felis lybica і Felis bieti, що є загрозою для збереження трьох названих видів диких котів.
- Бенгалія: домашній кіт × азійський леопардовий кіт (Prionailurus bengalensis, зазвичай підвид P. b. bengalensis)[30]
- Брістоль: домашня кішка × марги (Leopardus wiedii); вимерла в 1990-х роках через проблеми з народжуваністю. Кілька плідних членів, що залишилися, будуть виведені в бенгальську породу, щоб покращити її генетичне різноманіття[31].
- Каракат: домашня кішка × каракал; перший випадок стався в Московському зоопарку в 1998 році.
- Хаусі: домашній кіт × кіт джунглів (Felis chaus)
- Махбаграл, віверрал і джамбі: домашній кіт × кіт-рибалка (Prionailurus viverrinus)
- Маргарита: домашня кішка × піщана кішка (Felis margarita); кошенят народила домашня самка у 2013 році та ще 20 гібридів у Великобританії у 2017 році[32]
- Сафарі кіт: домашній кіт × кіт Жоффруа (Leopardus geoffroyi)[33][34]
- Саванна: домашня кішка (включно з бенгальською) × сервал (Leptailurus serval)[35]
- домашній кіт × онцила (Leopardus tigrinus): усі відомі приклади є безплідними[36]

## Галерея

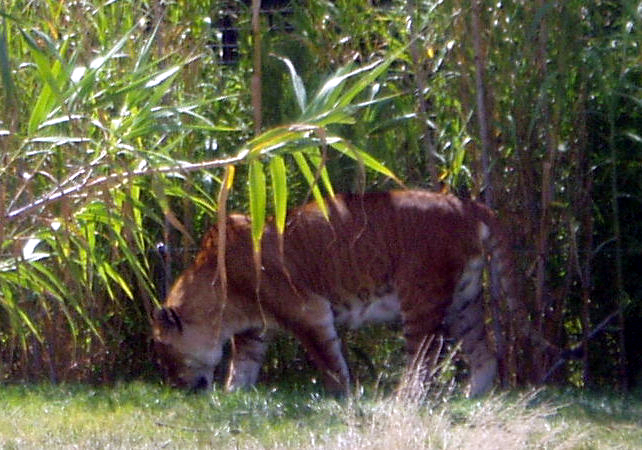
тигролев
Пара лігрів
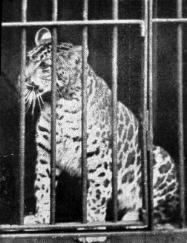
Пумапард, 1904
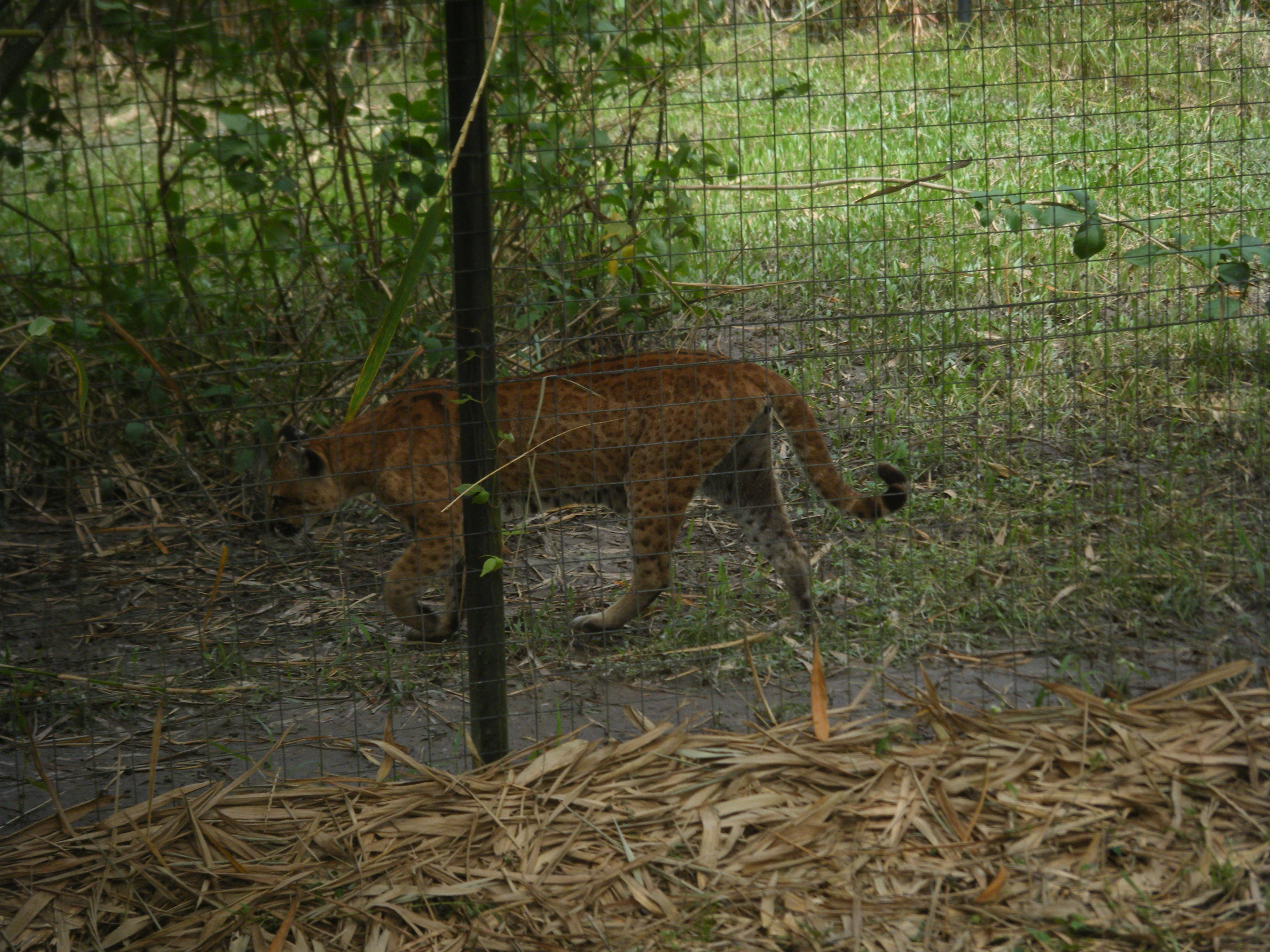
Оцема